# Yi Yin
Yi Yin (chiń. 伊尹), urodzony jako Yī Zhì (伊挚), znany też jako A Heng (阿衡) – chiński polityk wczesnej epoki Shang. Pomógł Cheng Tangowi obalić króla Jie z dynastii Xia. W późniejszym okresie stał się najbardziej wpływową osobą w państwie.

## Biografia
Niewiele wiadomo o początkach jago kariery, gdyż starożytne źródła podają różne informacje. Według popularnej legendy Yi był niewolnikiem zatrudnionym jako kucharz na dworze króla Cheng Tanga. Będąc blisko władcy zdobył jego zaufanie stając się z czasem jego doradcą także w sprawach politycznych.
Według innej wersji Yi nigdy nie był niewolnikiem, lecz doradcą króla Jie. Na dworze króla Jie był źle traktowany dlatego przeszedł na służbę do Cheng Tanga.
Dzięki jego radom Cheng Tang pokonał armię króla Jie i przejął władzę w jego państwie. Yi Yin, jako pierwszy minister, pomagał w organizowaniu administracji na zdobytych obszarach. Jego działania skutkowały stabilnością polityczną oraz korzyściami ekonomicznymi.
Po śmierci Cheng Tanga oraz jego najstarszego syna Tai Dinga, władzę przejmowali kolejno jego drugi syn Wai Bing, a potem jego trzeci syn Zhong Ren. Przez ten czas Yi Yin cały czas pełnił funkcję pierwszego ministra. W tym okresie znacznie umocnił swoją pozycję, czemu zapewne sprzyjał fakt, że wszyscy synowie Cheng Tanga przedwcześnie umierali, a pierwszy minister podczas bezkrólewia pełnił funkcję regenta.
Kolejnym władcą został wnuk Cheng Tanga – Tai Jia. W czasie jego rządów doszło do konfliktu pomiędzy królem, a potężnym ministrem. Król został pokonany i zmuszony do banicji przez okres trzech lat w jednym z odległych miast. Ostatecznie przebłagał ministra, który pozwolił mu wrócić do stolicy. Do końca życia oficjalnie współrządził z ministrem, prawdopodobnie jako jego marionetka.
Starożytne kroniki w różny sposób opisują przyczyny i przebieg konfliktu króla z ministrem. Kronika Zapiski historyka autorstwa Sima Qian informuje, że król został wygnany przez ministra, gdyż źle traktował swój lud. Minister pozwolił mu wrócić, gdy ten obiecał poprawę. Z kolei Kronika bambusowa opowiada zupełnie inną historię; twierdząc, że Yi Yin, kierując się rządzą władzy wygnał króla i przejął tron do czasu, aż Tai Jia potajemnie wrócił do pałacu i zabił Yi Yina.
Ponieważ dowody archeologiczne wskazują, że Yi Yin żył jeszcze i był czczony przez lud, jeszcze za rządów jego następcy, więc ta druga wersja jest mniej wiarygodna.
Po śmierci Tai Jia jego następcą został jego syn Wo Ding. W tym okresie Yi Yin stopniowo wycofywał się z polityki z powodu zaawansowanego wieku. Zmarł mając blisko sto lat. Wo Ding pogrzebał go z honorami.